# Голуб Аркадій Юрійович
Арка́дій Ю́рійович Го́луб (нар. 26 листопада 1979 — пом. 2 лютого 2015) — солдат Збройних сил України, учасник російсько-української війни.

## Життєпис
Народився у м. Київ у Дніпровському районі. Строкову службу пройшов у танкових військах. Після офіційного розторгнення шлюбу від якого залишилась дочка Валерія 2004 р.н. переїхав з м. Київ до м. Бровари.
Мобілізований у квітні 2014-го, пройшов підготовку у Центрі «Десна», від серпня перебував поблизу Дебальцевого, стрілець 25-го окремого мотопіхотного батальйону «Київська Русь». У вересні зазнав поранення — контузія та зламані ребра, після лікування повернувся на фронт 24 січня 2015 року.
Загинув 2 лютого (по іншим даним 31 січня) 2015 року під час евакуації поранених з району Нікішине - Рідкодуб (Шахтарський район) дорогою на Дебальцеве, колона військових машин потрапила у засідку. Аркадій загинув у ближньому бою — від осколкових та кульових поранень, окрім того, був здійснений контрольний постріл у голову. Тоді ж поліг Сергій Москаленко[уточнити].
Тіло Голуба знайшли та вивезли наприкінці лютого.
Похований у Броварах на новому кладовищі.
Лишилися в м. Київ дочка 2004 р.н. та батьки; в м. Бровари вагітна на той час дружина Ірина та донька 2008 р.н., вже після смерті Аркадія народилася третя донька.

## Нагороди та вшанування
- Указом Президента України № 722/2015 від 25 грудня 2015 року, «за особисту мужність і самовідданість, виявлені у захисті державного суверенітету та територіальної цілісності України, високий професіоналізм, вірність військовій присязі», нагороджений орденом «За мужність» III ступеня (посмертно)[1].
- У броварській ЗОШ № 3 відкрито меморіальну дошку випускнику Аркадію Голубу.
- 25 грудня 2015 року рішенням Броварської міської ради вулицю Постишева перейменовано на Аркадія Голуба.
- 12 жовтня 2020 року у Дніпровському районі на території Храму святих Антонія і Феодосія відкрили стіну пам'яті загиблим ветеранам Антитерористичної операції на сході України на якій розміщено фото та інформація про героя-киянина Аркадія Голуба[2].
- Вшановується в меморіальному комплексі «Зала пам'яті», в щоденному ранковому церемоніалі 2 лютого[3][4].